# アルバートソン駅
アルバートソン駅（英: Albertson）とはロングアイランド鉄道 (LIRR) のオイスターベイ支線の駅である。この駅はニューヨーク州アルバートソンのI・U・ウィレッツ・ロードとアルバートソン・アベニューの交差点の北側およびクラーク植物園にある。しかし駐車場はI・U・ウィレッツ・ロードの南側にある。
この駅ははるか昔の1875年に建設されたが、旧駅舎は1913年と1954の間に存在するのみであった。1960年、LIRRは同駅とイースト・ウィリストンを閉鎖してそれらを両地点の間の1つの駅に置換する計画を立てた。しかしその計画に対する市民の反対によりそれらの計画は中止された。

## 駅構造
| 1 | ■オイスターベイ支線 | ニューヨーク方面 （イースト・ウィリストン） |
| 2 | ■オイスターベイ支線 | オイスターベイ方面 （ロズリン）             |

この駅はややオフセットの高床のプラットホームを2面有し、どちらも有効長は4両である。1番線に隣接する西側のプラットホームは通常南行きまたはニューヨーク行き列車が使用する。2番線に隣接する東側のプラットホームは通常北行きまたはオイスターベイ行き列車が使用する。オイスターベイ支線はここでは2線である。